# Crossfire – Tod in der Sonne
Crossfire – Tod in der Sonne ist eine britische Thriller-Fernsehserie aus dem Jahr 2022 von Louise Doughty über eine britische Familie, die während ihres Urlaubs einen bewaffneten Überfall auf ihr Ferienresort in Spanien miterlebt. Die Serie wurde im September 2022 auf BBC One sowie im August 2023 im ZDF erstmals ausgestrahlt. 